# Metropolitano de Granada
O Metropolitano de Granada é uma rede ferroviária de veículo leve sobre trilhos (VLT; comboio ligeiro) que atende a cidade andaluza de Granada (Espanha). Foi inaugurado em setembro de 2017. É composto por uma única linha de 15,8 km de comprimento com 26 estações. Calcula-se que o sistema transporta cerca de 12 milhões de passageiros por ano (47.000 diariamente), enquanto a população potencial que pode usá-lo é 110.000 habitantes.

## Projeto
O projeto consiste em conectar em 45 minutos a zona norte da Região Metropolitana de Granada com a zona sul, que é a zona com o maior crescimento residencial de Granada. A zona servida pelo Consorcio de Transporte está integrada por 32 municípios e conta com uma população de cerca de meio milhão de habitantes (489 160 Hab. INE 2007), quase em 62% do censo da população da Província de Granada.
As obras se iniciaram em outono de 2006 e sua duração prevista era de 30 meses. A estimativa inicial de custo foi de 360 milhões de euros (17% dos ajuntamentos e 83% da Junta de Andaluzia).
Ocorreu um um grande debate sobre se o sistema seria um metro subeterrâneo ou de superfície. Enquanto que o Ajuntamento da capital defendia um metro subterrâneo, a Junta optava por um transporte ao ar livre. A linha 1 provocou os principais enfrentamentos entre os organismos administrativos, mas em em janeiro de 2005 se alcançou um traçado definitivo. No Zaidin se ocorrerá o soterramento do trafico rodado, ainda por concretar, para evitar a concorrência com o VLT.
Cerca de 18% do traçado é soterrado. O conceito, os 2,3 km que formam o Caminho de Ronda, o resto em superfície é em plataforma viária.

## Parque móvil
O Metro granadino contará com 13 unidades móvéis (tipo bonde), formadas por 5 comboios de 210 praças cada um, cuja velocidade máxima vai a ser de 50 km/h em trilhos urbanos de superficie e de 70 km/h no traçado interurbano ou em túnel. A velocidade comercial, que inclui os tempos de parada, oscilará entre os 20 e os 28 km/h.

## Estações da Linha 1
São 26 paradas/estações em superfície e subterrânea estam configuradas como paradas viárias:
- Albolote
- Juncaril
- Vicuña
- Anfiteatro
- Maracena
- Cerrillo Maracena
- Jaén
- Estação de autobuses
- Argentinita
- Luis Amador
- Villarejo
- Caleta
- Estação de trem (Intermodal: correspondência com trens de média e longa distância)
- Universidade
- Méndez Nuñez
- Recogidas
- Alcázar Genil
- Hípica
- Andrés Segovia
- Palacio dos Esportes
- Nuevo Los Cármenes
- Dílar
- Parque Tecnológico
- Sierra Nevada
- Fernando de los Ríos
- Armilla